# Пухить
Пухить — река в России, протекает по Грязовецкому району Вологодской области. Устье реки находится в 0,5 км от устья реки Соть по левому берегу. Длина реки составляет 19 км.
Берёт начало примерно в 30 км к северо-западу от Грязовца в болотах недалеко от границы с Ярославской областью. Вскоре после истока уходит в сильно заболоченный лесной массив южнее оз. Никольское, в котором дробится на протоки и впадает в Соть несколькими рукавами. Населённых пунктов на реке нет, за исключением покинутой деревни Пищалино.

## Данные водного реестра
По данным государственного водного реестра России относится к Двинско-Печорскому бассейновому округу, водохозяйственный участок реки — Северная Двина от начала реки до впадения реки Вычегда, без рек Юг и Сухона (от истока до Кубенского гидроузла), речной подбассейн реки — Сухона. Речной бассейн реки — Северная Двина.
Код объекта в государственном водном реестре — 03020100312103000006851.